# Until It's Gone
«Until It's Gone» —en español: «Hasta que se haya ido»— es una canción escrita por la banda de rock alternativo estadounidense Linkin Park. La canción fue grabada originalmente por la banda para su sexto álbum de estudio,   The Hunting Party, donde aparece como la séptima pista del álbum. Producido por Mike Shinoda y Brad Delson, la pista también aparece en la  sencillo del mismo nombre, que fue lanzado por Warner Bros. Records y Machine Shop en el 6 de mayo de 2014. Es el segundo sencillo que se publicó en la promoción de "The Hunting Party".
En una vista preliminar para el álbum por la revista Rolling Stone, la canción fue explicado como, "Until It's Gone" arranca con la especie de efecto gorjeo de sintetizador que era la tarjeta de presentación del grupo en su álbum debut 2000, "Hybrid Theory", sino que se basa en un melancólico roquero, la triste textura que recuerda a los oyentes, a través del cantante Chester Bennington, que "[tu] no sabes lo que tienes hasta que se ha ido." En otra vista previa Loudwire el sencillo se explica ya que "es una pista más medios tiempos con letras más suaves proporcionadas por Chester Bennington, que realmente muestra su versatilidad vocal. La soñadora y sonidos atmosféricos son suficientes para llevarte lejos, pero Bennington le trae de vuelta a la tierra como él correas fuera su toma en un coro familiar ".

## Antecedentes
AltWire lo explica como un "a partir de una línea de sintetizador similar a ' Numb' en el álbum de 2003  Meteora, tomando una curva cerrada a un melancólico himno del rock gótico inesperado, demostrando ser una de las canciones de 6 pistas sampler del álbum en la historia reciente, con un coro como coros y orquesta intensos telones de fondo que se queda y afecta después 'se ha ido. " Al igual que en el cuarto álbum de estudio de la banda A Thousand Suns en 2010, Bennington mira hacia atrás en una relación fallida, y no estaría fuera de lugar, si no fuera por esperar para la próxima banda de solo estar dando con su sonido altamente memorable y poderosos recuerdos.

## Recepción
En una revisión de pista por pista por  Billboard, la canción se le dio una respuesta positiva y explicó como "Así que devuelve el efecto de sonar el sintetizador deformado escuchado en éxitos como 'Numb', y mientras que llega en los primeros segundos en medio de un torrente de guitarras pesadas, 'Until It's Gone' rápidamente se convierte en una pieza de humor electro-rock filosófico. La acumulación de repuntes en los consejos de puente para una pérdida de graves que viene, pero luego las guitarras patea cinturones de nuevo, y Bennington fuera sus clichés letras para los estudiantes de secundaria en los asientos baratos que no conocen nada mejor.

## Músicos
- Chester Bennington: voz
- Rob Bourdon: batería, coros
- Brad Delson: guitarra líder, coros
- Joe Hahn: disk jockey, coros
- Mike Shinoda: guitarra rítmica, sintetizador, voz
- Dave Farrell: bajo, coros

## Posicionamiento en listas

### Semanales
| País               | Listas                 | Mejor posición |
| 2014               | 2014                   | 2014           |
| ------------------ | ---------------------- | -------------- |
| Alemania           | German Singles Chart   | 24             |
| Australia          | ARIA Singles Chart     | 58             |
| Austria            | Austrian Singles Chart | 33             |
| Bélgica (Flamenca) | Ultratip               | 84             |
| Estados Unidos     | Bubbling Under Hot 100 | 15             |
| Estados Unidos     | Alternative Songs      | 19             |
| Estados Unidos     | Mainstream Rock Songs  | 1              |
| Estados Unidos     | Rock Airplay           | 16             |
| Estados Unidos     | Rock Songs             | 17             |
| Francia            | SNEP Singles Chart     | 104            |
| Reino Unido        | UK Singles Chart       | 78             |
| Reino Unido        | UK Rock & Metal        | 1              |
| República Checa    | Radio Top 100 Chart    | 22             |
| Suiza              | Swiss Singles Chart    | 23             |

### Anuales
| Estados Unidos | Mainstream Rock Songs | 18 |
| Estados Unidos | Rock Songs            | 75 |
| Estados Unidos | Rock Airplay          | 45 |

| Anterior: «Messed Up World (F'd Up World)» de The Pretty Reckless | Mainstream Rock Tracks — Sencillo Nro 1 20 de septiembre de 2014 | Siguiente: «Messed Up World (F'd Up World)» de The Pretty Reckless |